# نيشي-كو، يوكوهاما

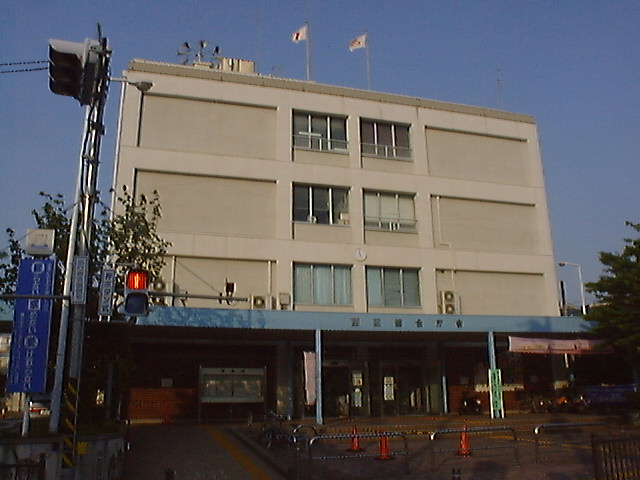
مكتب في نيشي-كو

نيشي (باليابانية:西区) (بالإنجليزية:Nishi-ku)، هي بلدة يابانية تابعة لمدينة يوكوهاما، عدد سكانها 93,027 نسمة حسب إحصاء 2010.

## الموقع الخارجي
- Nishi Ward Office
- City of Yokohama statistics